# Український правопис 1960 року
Український правопис 1960 року — друге, виправлене й доповнене видання нового українського правопису, де повніше й послідовніше було викладено правила української орфографії й пунктуації. Правопис без будь-яких змін діяв понад тридцять років до реформи 1990—1993 рр.
Український правопис 1960 року в остаточному варіанті був схвалений комісією в складі академіка АН УРСР Булаховського (голова), академіка АН УРСР Бажана, академіка АН УРСР Білодіда, Кундзіча, академіка Рильського та академіка АН УРСР Тичини, яка була призначена Президією АН УРСР для перевірки повноти та доцільності виправлень, внесених в «Український правопис» у зв'язку з його перевиданням.

## Передумови створення
Передумовою створення Українського правопису 1960 року стало видання «Правил російської орфографії та пунктуації» (рос. «Правил русской орфографии й пунктуации») в 1956 році. Практика вживання правопису 1946 року виявила окремі розбіжності в написанні розділових знаків, слів разом, окремо і через дефіс та ін. неузгодженості правописних моментів, спільних для української і російської мов. Нове видання правопису 1960 року було покликане усунути ці розбіжності, що вважалися небажаними при паралельному вивченні обох мов.

## Відмінності від редакції правопису 1946 року
Вищезгаданою комісією було переглянуто ілюстративний матеріал і додано словник-покажчик. Також передмова до правопису 1960 року вказує на нововведення цього видання, а саме, уточнено:
- деякі особливості пунктуації;
- вживання великих і малих букв;
- написання слів разом і окремо;
- правила переносу;
- виправлені окремі помилки (наприклад: Ієнна замість Ієна, Гаванна замість Гавана);
- правило унормування написання похідних іменників (префіксальних і складних) з другою частиною—власною назвою з дефісом (наприклад, «Анти-Дюрінг», пан-Європа, псевдо-Фауст);[4].

В «Українському правописі» видання 1960 р. букви «ґ» немає, як і не було її в редакції правопису 1946 р. Цю літеру виключили з алфавіту у 1933 р. За повернення її в українську абетку виступив 1969 року Антоненко-Давидович. Правописні питання широко обговорювалися на сторінках журналу «Українська мова і література в школі» протягом 1963—1964 рр.
У редакції 1960 року до правил вживання апострофа в ілюстрації додано слова торф'яний, черв'як.